# José Damasceno
José Damasceno (Rio de Janeiro, 28 de novembro de 1968) é um escultor brasileiro de arte contemporânea que tem obras em exposição no Brasil e no exterior. Estudou arquitetura na Universidade Santa Úrsula, no Rio de Janeiro, sem concluir o curso. No mesmo período, entre 1987 e 1990, frequentou diversos cursos na Escola de Artes Visuais do Parque Lage — EAV.
O artista utiliza grande variedade de materiais, meios, procedimentos e técnicas como também desenho, gravura e fotografia para explorar os limites da escultura. Sua poética investiga a natureza do espaço através de estratégias que associam múltiplos fatores. Deslocamento, condensação, associação, estranhamento, enfim, articulam-se no sentido da formulação da linguagem em jogo. Sua pesquisa potencializa e transforma espaços por entre acontecimentos improváveis e perspectivas extraordinárias.

## Carreira

Sólido

Recebeu o Prêmio Cidade no 14º Salão de Arte de Ribeirão Preto, São Paulo, em 1989, e o Prêmio Aquisição do 13º Salão Nacional de Artes Plásticas, na Fundação Nacional de Artes — Funarte, em 1993. No mesmo ano apresentou Método para arranque e deslocamento, título de sua primeira exposição individual, na galeria Sérgio Porto, Rio de Janeiro. O trabalho hoje faz parte da coleção do Instituto Inhotim. Nessa instalação ele utiliza o carpete industrial como único material empregado no espaço, sobre o qual instaura uma série de questões da maior importância em sua trajetória.
Em 1995 foi selecionado para o Prix Unesco Pour la Promotion des Arts, em Paris, para o qual produziu Solilóquio, sua primeira realização no exterior; em seguida, nesse ano, participou com a mesma peça da mostra Panorama da Arte Brasileira, do Museu de Arte Moderna de São Paulo — MAM/SP.

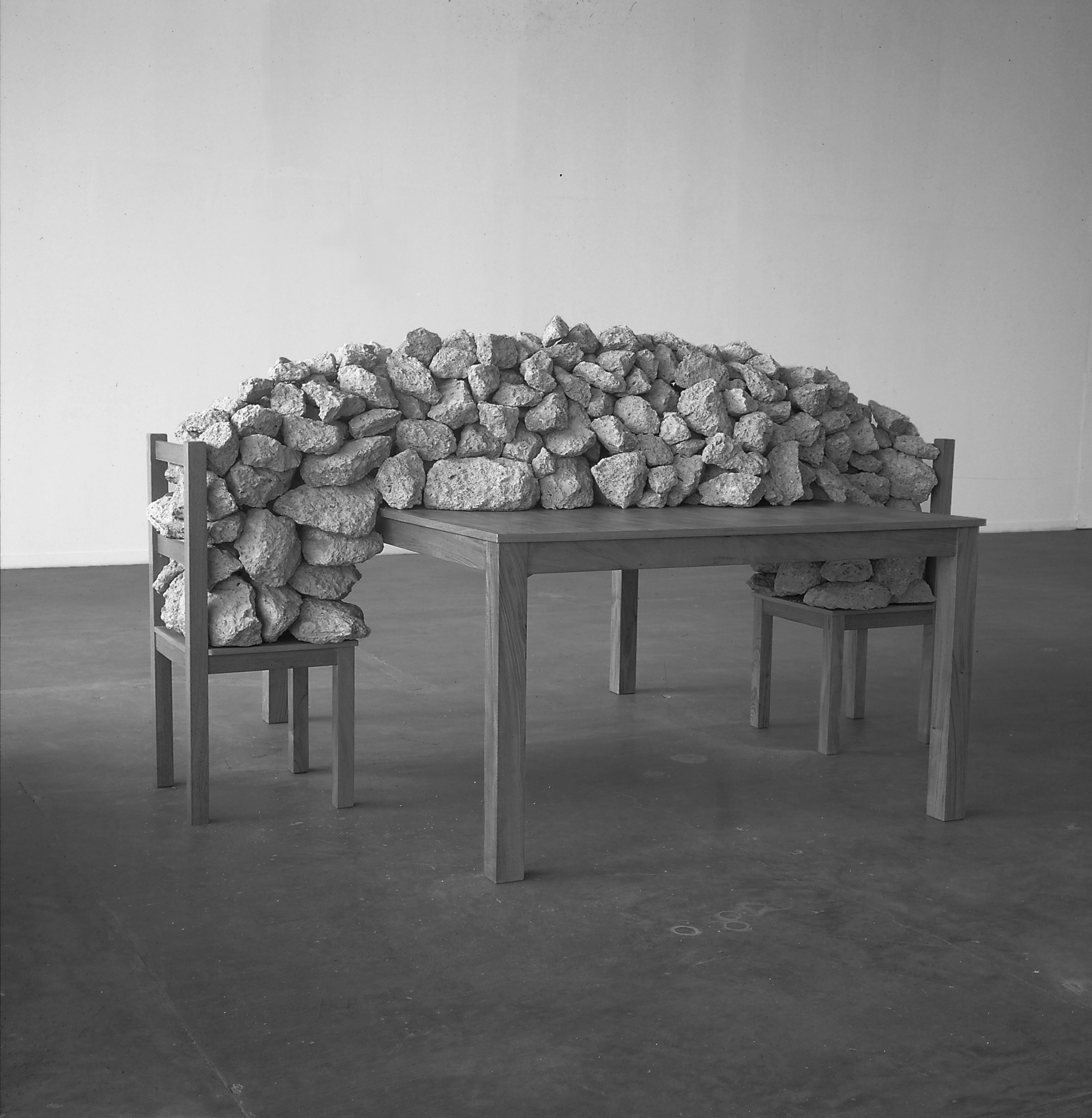
Solilóquio

Em 2005, Damasceno apresentou, para o pavilhão central da Bienal de Veneza, Durante o caminho vertical, peça itinerante apresentada pela primeira vez em Madrid, em 2001 e que hoje integra a coleção do Museu Helga de Alvear, em Cáceres (Espanha). A instalação é composta por colunas de papel impresso, recortado no formato de uma pegada. Fixadas do chão ao teto, elas descrevem uma caminhada em que cada coluna, disposta no espaço expositivo, corresponde a uma passada esquerda, direita e assim sucessivamente, configurando uma forma final circular pelo efeito da circum-ambulação.

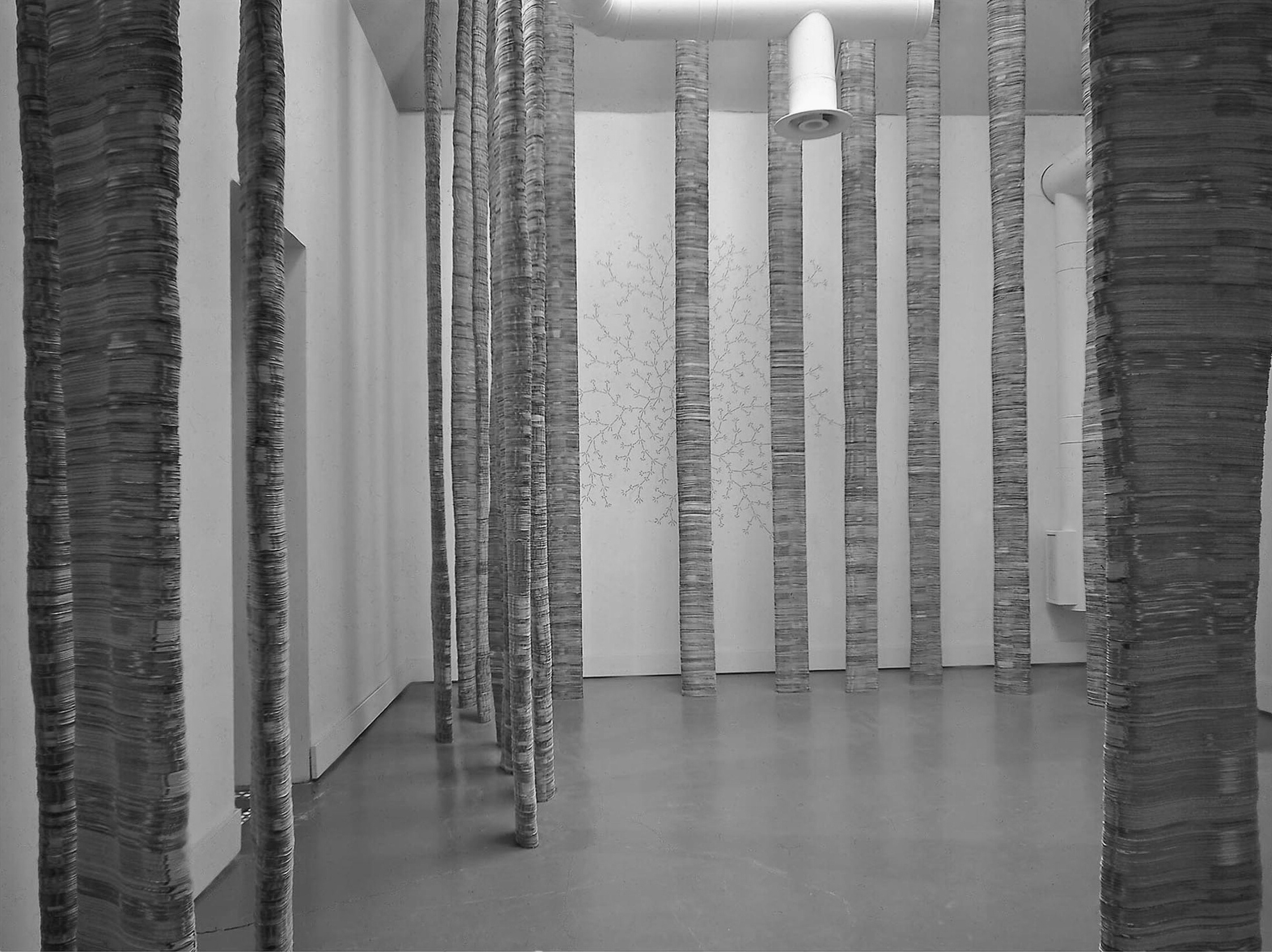
Durante o caminho vertical

Na Galleria d’Arte Moderna Villa delle Rose, em Bolonha, Itália, na mostra "Alla ricerca dell’identità", em 2001, o artista mostrou pela primeira vez Trilha sonora, obra constituída apenas por martelos e pregos. Dispostos sequencialmente, produzem algo entre um gráfico sonoro e a sugestão de uma paisagem. No ano seguinte, esse trabalho foi apresentado na 25ª Bienal de São Paulo.
Realizou mostras individuais na Estação Pinacoteca, São Paulo, em 2021; Santander Cultural, Porto Alegre, em 2015; Holborn Library, Artangel, Londres, Reino Unido, em 2014; Casa França-Brasil, Rio de Janeiro, em 2014; Museu Nacional Centro de Arte Reina Sofia, Madrid, Espanha, em 2008, entre outras.
Participou das 51ª e 52ª edições da Bienal de Veneza, da 25ª Bienal de São Paulo, da 15ª Bienal de Sydney e da 1ª e 4ª Bienal do Mercosul. Sua obra integra acervos permanentes da Tate, em Londres; Cisneros Fontanals Art Foundation, Miami; Daros Latinoamerica AG, Zurique; Inhotim Centro de Arte Contemporânea, Brumadinho, MG; Museu de Arte Moderna, São Paulo; Museu d’Art Contemporani de Barcelona; Museum of Modern Art, Nova York e Centre Georges Pompidou, em Paris.